# Steven Carrington
(Steven)
Steven Daniel Carrington è un personaggio della soap opera Dynasty, interpretato da Al Corley e Jack Coleman. Nell'omonima serie televisiva reboot del 2017 Steven è interpretato da James Mackay.

## Il personaggio
Steven viene presentato come l'unico erede maschio di Blake Carrington (successivamente si scoprirà l'esistenza di un altro figlio, Adam). Steven è fondamentalmente un personaggio positivo, con dei valori morali in contrasto con la spietatezza del padre e la promiscuità della sorella Fallon. La figura di Steven però viene sviluppata attorno al tema della sua sessualità: il giovane è gay, ma il padre rifiuta di accettarlo e cerca in ogni modo di convincerlo a cambiare. Steven vive con sofferenza la sua condizione e pur di ricevere l'approvazione paterna arriva a sposarsi ben due volte e ad avere perfino un figlio.
Le relazioni omosessuali di Steven non avranno quasi mai un lieto fine, poiché il suo primo partner Ted viene ucciso da Blake e il suo secondo compagno Luke resta ucciso in un agguato durante le nozze di Amanda con il principe di Moldavia. In conclusione della storia però Steven viene mostrato finalmente felice e sereno con un nuovo compagno, Bart Fallmont.
Il personaggio di Steven è molto innovativo per l'epoca poiché è uno dei primi protagonisti di una serie a rivelare la propria omosessualità ed è inoltre distante dagli stereotipi in quanto è un ragazzo bello, virile e brillante.
In un'intervista a TV Guide nel 2006, l'attore Jack Coleman affermò che a quell'epoca mandare in onda in prima serata un personaggio principale gay fu un'azione audace, ma che comunque paragonato ai protagonisti di alcuni show degli ultimi anni come The L Word e Queer as Folk, Steven risulta un personaggio molto timido.

## Storia
Il giovane e sensibile Steven Carrington da New York torna a casa a Denver per i preparativi del matrimonio imminente di suo padre Blake con la sua segretaria Krystle. I rapporti fra Steven e Blake sono molto tesi e il ragazzo rifiuta le pressioni del padre a prendere il suo posto a capo della società petrolifera che possiede. Steven invece lega con la futura moglie del padre, che è malvista dalla servitù e da sua sorella Fallon. Al termine del primo episodio, durante uno scontro con Blake, il ragazzo scopre che suo padre è a conoscenza delle sue tendenze omosessuali e che ciò lo disgusta. Steven, ferito dal comportamento di Blake, per fargli un dispetto va a lavorare presso una società petrolifera rivale gestita da Walter Lankershim, un nemico di Blake e da Matthew Blaisdel, un ex di Krystle.
I due titolari della società non sono turbati dalle preferenze sessuali di Steven e lo difendono dai commenti omofobi degli operai. Steven inoltre comincia ad avere un feeling particolare con la moglie di Matthew, Claudia e qualche tempo dopo i due si scambiano un bacio. Successivamente Steven viene licenziato per via di un incidente di cui è ritenuto responsabile e quando viene provata la sua innocenza gli viene offerto di nuovo il lavoro, che però lui decide di rifiutare per accettare la proposta del padre. In seguito Steven riceve la visita di un suo ex, Ted Dinard, con il quale trascorre una notte d'amore. L'indomani decide di lasciarlo ma mentre i due sono insieme Blake irrompe nella stanza e spinge Ted, che batte la testa violentemente e muore. Furioso per il comportamento del padre, Steven testimonia contro di lui al processo, ma la scena viene rubata dall'arrivo di una figura emblematica nella vita dei Carrington: la prima moglie di Blake e madre dei suoi figli, Alexis.
Alexis testimonia contro l'ex-marito, che viene condannato per omicidio. Steven è affascinato dalla madre che lui ricorda a malapena, essendo stata cacciata da Blake quando i figli erano ancora bambini, e si lega alla donna. Quando Alexis consiglia al figlio di prendere moglie, Steven chiede a Claudia di sposarlo ma la donna rifiuta, essendo ancora innamorata di suo marito. Steven allora si propone alla viziata nipote di Krystle, Sammy Jo. La scelta di Steven non trova l'approvazione né da parte di Blake né da parte di Alexis e il matrimonio termina poco dopo. Deluso e amareggiato dall'intolleranza dei parenti, Steven ribadisce di essere orgoglioso della propria omosessualità e abbandona la villa di famiglia.
Non molto tempo dopo da una lettera inviata alla sorella Fallon, Steven comunica ai suoi di star lavorando su una piattaforma petrolifera nel Mar di Giava. Tuttavia poco dopo avviene una terribile esplosione e Steven viene dato per morto. Successivamente Sammy Jo si presenta dai Carrington con un bambino di nome Danny che afferma essere figlio di Steven. Il ragazzo nel frattempo si scopre essere vivo, ma ha subito un delicato intervento di chirurgia plastica che gli ha cambiato i lineamenti (l'attore Al Corley abbandonò la soap e venne sostituito da Jack Coleman). Steven inizialmente rifiuta di tornare a casa ma cambia idea quando scopre di Danny. Tornato a Denver, Steven conosce suo figlio e suo fratello maggiore Adam, rapito da piccolo e mai più ritrovato fino ad allora. Dopo aver preso il bambino, Steven si lascia convincere da Alexis a lavorare per la sua società petrolifera, diretta concorrente di quella di Blake e il rapporto fra padre e figlio subisce un nuovo scossone.
Quando Blake scopre che Steven è andato a vivere con il suo avvocato, sospettando che fra i due vi sia più di una semplice amicizia, decide di chiedere la custodia di Danny. Durante l'udienza Blake sostiene che non sia giusto far crescere un bambino ad un omosessuale come suo figlio, mentre Steven ribatte che non sarebbe giusto neanche farlo crescere ad un assassino come lui. Alexis testimonia che Blake ha pagato Sammy Jo per lasciare Danny a Denver, ma allo stesso tempo Sammy Jo testimonia la promiscuità sessuale di Steven. Tuttavia Claudia decide di aiutare Steven ad ottenere la custodia del figlio sposandolo e infatti Danny viene affidato a Steven.
Claudia però diviene vittima di alcune persecuzioni volte a sconvolgere il suo già fragile equilibrio psichico. Dietro tutto ciò si scopre esserci Sammy Jo, che rapisce Danny per ottenere un pagamento dai Carrington. Tuttavia con l'aiuto di Adam, Steven riesce a riprendersi suo figlio. Al lavoro Steven conosce l'affascinante Luke Fuller, che cerca di sedurlo. Quando Claudia tradisce il marito, anche lui decide di lasciarsi andare con Luke e poco dopo i due divorziano.
Luke però resta ucciso durante un attentato svoltosi durante le nozze della neoritrovata sorella minore di Steven, Amanda. Il ragazzo è distrutto e si riavvicina a Sammy Jo, ma la ragazza gli rivela di essere complice di un imbroglio ai danni di Blake: ha rapito Krystle per sostituirla con una sosia che sta derubando la famiglia. Quando Steven sventa il piano, Blake lo nomina consigliere d'amministrazione della sua società e gli affida un lavoro con il senatore Bart Fallmont. L'uomo si scopre essere gay e Adam, invidioso delle attenzioni che Blake sta dedicando a Steven, rende pubblica l'informazione.
Steven intanto decide di deporre l'ascia di guerra con Sammy Jo per il bene di Danny. Tuttavia comincia a provare dei sentimenti reali per lei ed entra nuovamente in confusione riguardo alla sua sessualità. Decide di lasciare Denver dopo il matrimonio di Adam, ma l'evento viene sconvolto da un attentato del redivivo Matthew Blaisdel che prende in ostaggio la famiglia. Steven uccide Matthew per legittima difesa e libera la sua famiglia. Poco dopo però scopre che il nuovo marito di sua madre sta tramando per ucciderla e insieme ai fratelli la salva.
Dopo qualche tempo passato a lavorare come vicepresidente della società della madre, Steven decide di trasferirsi a Washington, dove intraprende finalmente una relazione serena con Bart Fallmont e trova impiego come lobbista ambientale. 
Nella miniserie conclusiva Steven si riconcilia definitivamente con il padre quando Blake lo sostiene nella sua storia con Bart e anche Steven prende parte alla festa organizzata per la guarigione di Krystle.
In "Dynasty Ultimo Atto" inspiegabilmente torna Al Corley nonostante l'escamotage della plastica facciale.